# Clarens
Clarens – miejscowość i gmina we Francji, w regionie Oksytania, w departamencie Pireneje Wysokie.
Według danych na rok 1990 gminę zamieszkiwało 375 osób, a gęstość zaludnienia wynosiła 33 osób/km² (wśród 3020 gmin regionu Midi-Pireneje Clarens plasuje się na 697. miejscu pod względem liczby ludności, natomiast pod względem powierzchni na miejscu 990.).